# Axinella lamellata
Axinella lamellata är en svampdjursart som först beskrevs av Arthur Dendy 1905.  Axinella lamellata ingår i släktet Axinella och familjen Axinellidae.
Artens utbredningsområde är Sri Lanka. Inga underarter finns listade i Catalogue of Life.